# Werner Hoffmann (Kameramann)
Werner Hoffmann (* 1. Januar 1939) ist ein deutscher Kameramann, der als Film- und Live-Kameramann des deutschen Fernsehens wirkte.
Insbesondere ist Hoffmann bekannt durch Arbeiten als Leitender Kameramann / DoP (Director of Photography) im Bereich Spielfilm.
Darüber hinaus war er als angestellter Leitender Kameramann des Hessischen Rundfunks auch bei zahlreichen Studio- und Live-Produktionen des Senders tätig. Schwerpunkt seiner Arbeit lag bis zu seinem Eintritt in den Ruhestand am 1. Januar 2000 bei TV-Spielfilm- und Fernsehspiel-Produktionen. Hoffmann zeichnete sich aus durch seine Lichtgestaltung und die bewegte Kamera (viel „aus der Hand“), die in den früheren Jahren im deutschen TV-Spielfilm noch relativ selten waren.

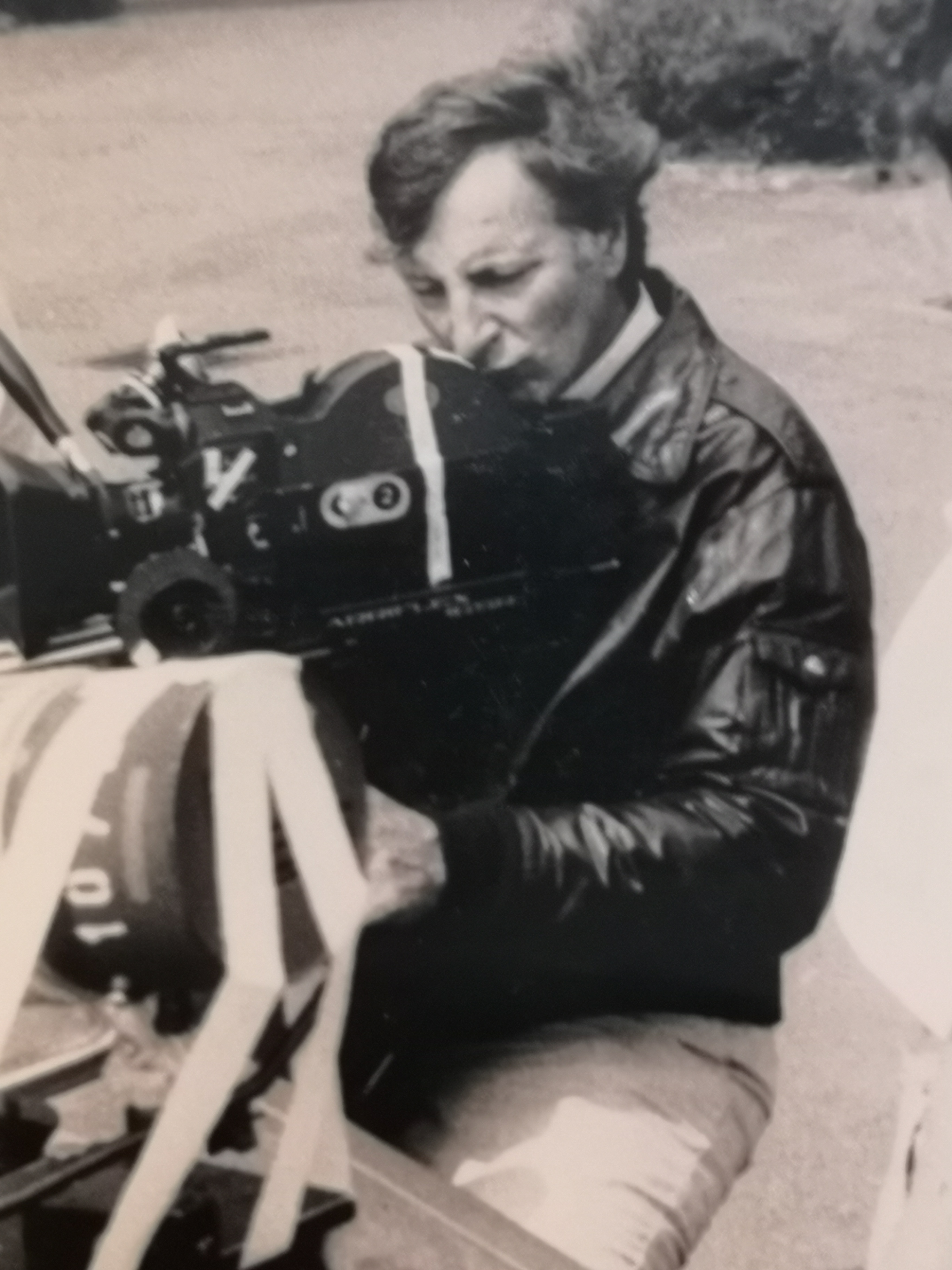
Werner Hoffmann 1977

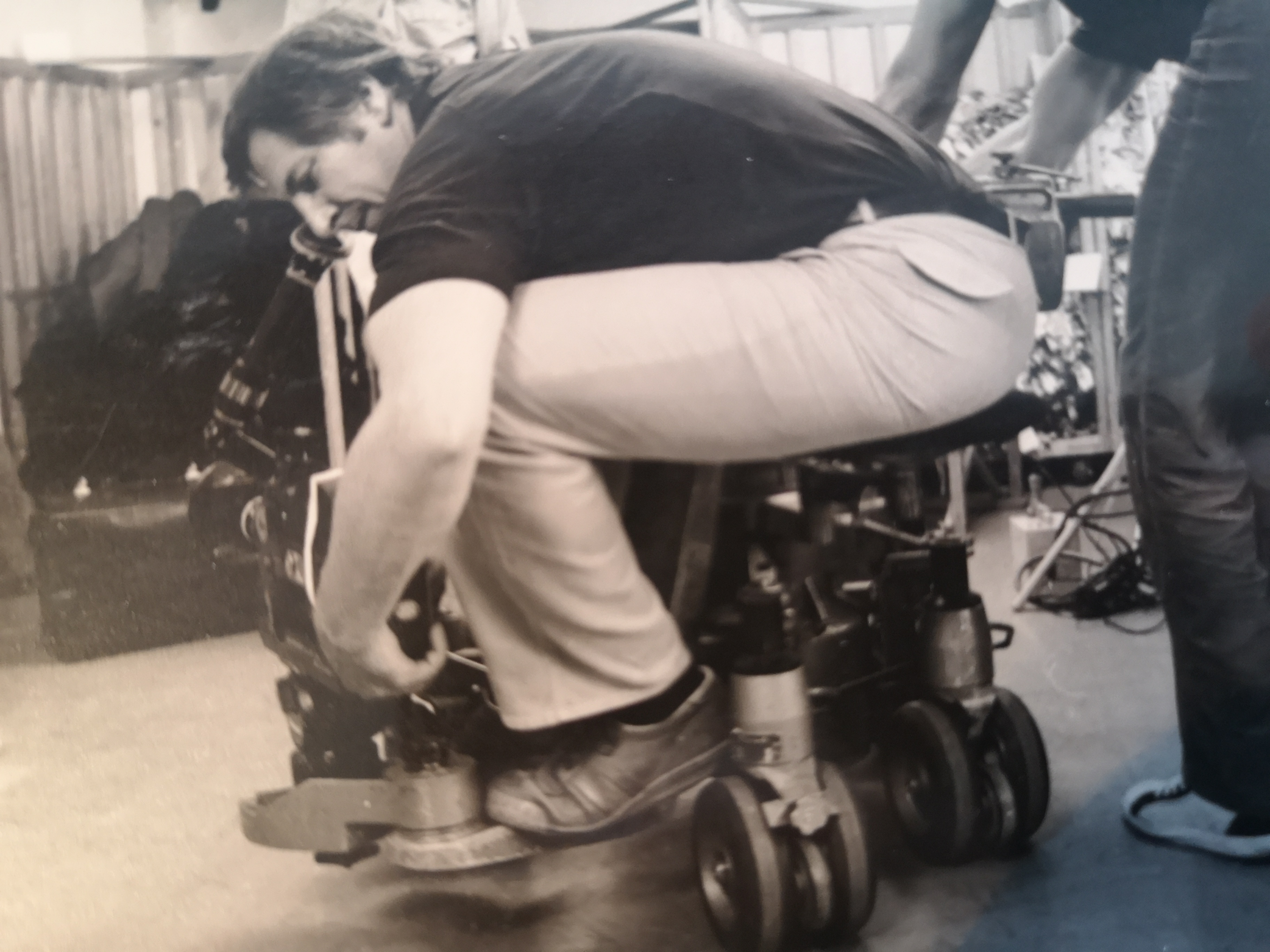
Werner Hoffmann 1978

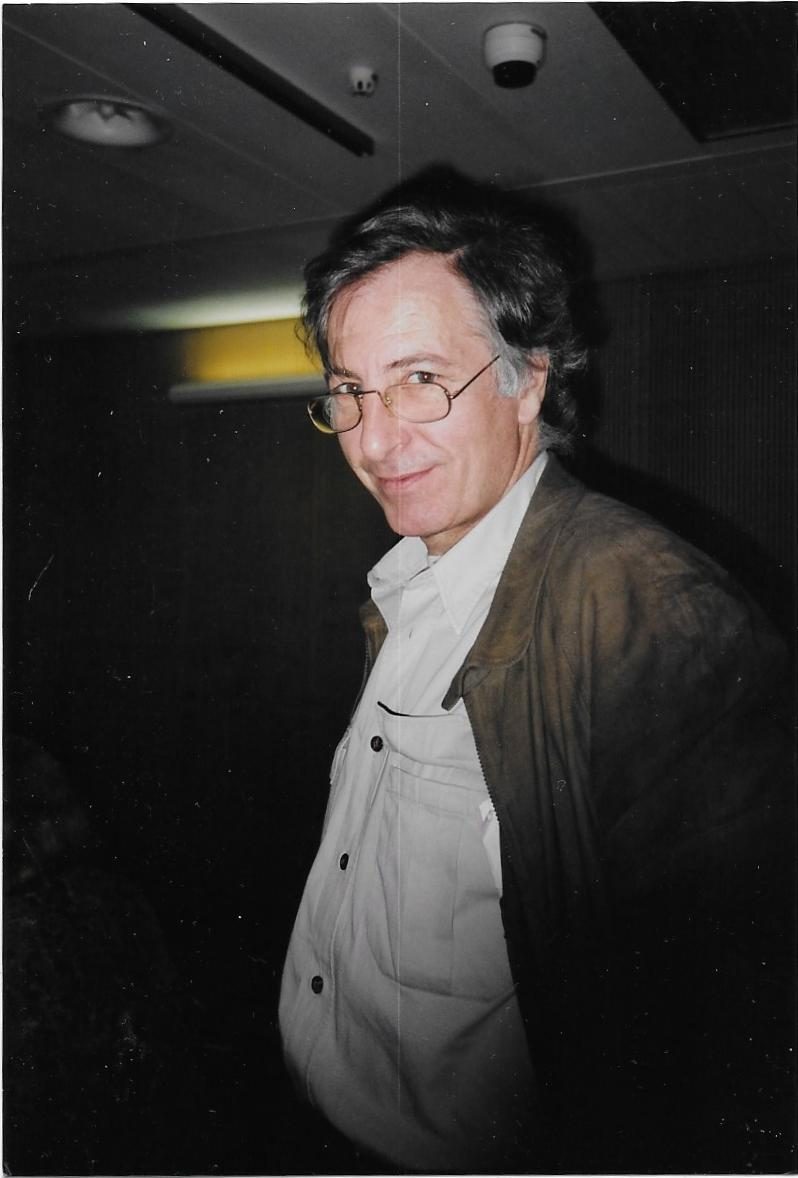
Werner Hoffmann 1988

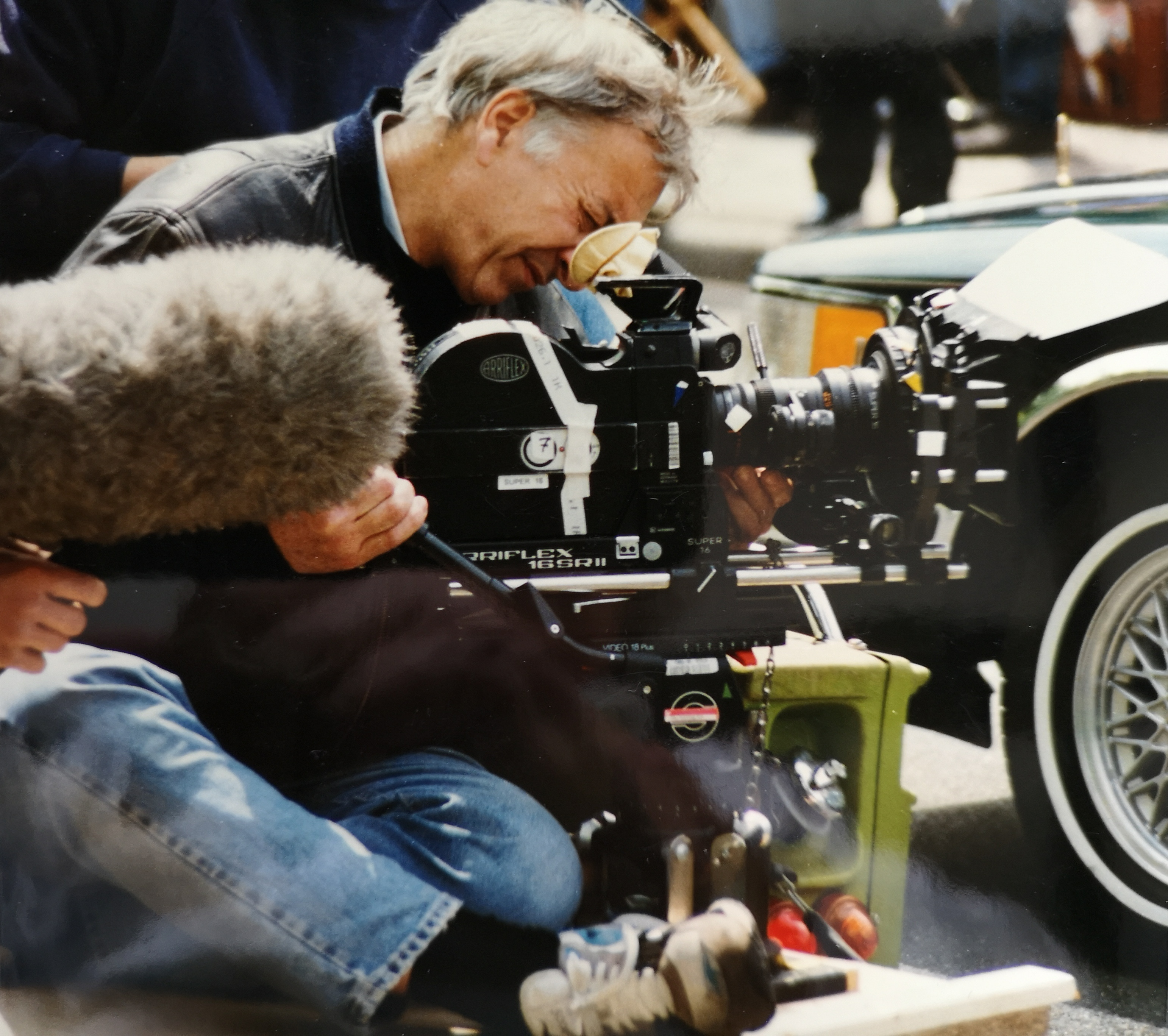
Werner Hoffmann 1997

## Leben
Nach einer abgeschlossenen Ausbildung zum Optiker begann Werner Hoffmann 1961 beim Saarländischen Rundfunk in Saarbrücken mit der Ausbildung zum Kameramann, die er erfolgreich mit einer nahtlosen Übernahme in Festanstellung als Kamera-Assistent 1963 abschloss. Hier lernte er auch seine Frau, die Bildmischerin und spätere TV-Regisseurin Brigitte Hoffmann, geb. Trenz (* 27. Juni 1944 in Püttlingen) kennen. 1964 wechselte Hoffmann zum Hessischen Rundfunk nach Frankfurt am Main in eine Festanstellung als Kameramann. Mit der Eheschließung 1966 wechselte auch Brigitte Hoffmann zum Hessischen Rundfunk als festangestellte Bildmischerin. 1970 avancierte Hoffmann dann ebenda zum Leitenden Kameramann (DoP) und drehte zahlreiche „Tatorte“ sowie andere Spielfilme und Serien bis zu seinem Eintritt in den Ruhestand am 1. Januar 2000. Werner und Brigitte Hoffmann haben eine Tochter.

## Filmografie (Auswahl)
Als Kameramann
- Flüchtlingsgespräche,[2] 1964
- Der neue Mann, 1965
- Auf hoher See,[3] 1965
- Die Grenzziehung,[4] 1966
- Herr Puntila und sein Knecht Matti, 1966
- Die Firma Hesselbach – Der Graf von Hesselbach, 1967
- Drei Rosen aus Papier, 1967
- Der Reichstagsbrand-Prozess,[5] 1967
- Die Transaktion,[6] 1967
- Von Mäusen und Menschen, 1968
- Graf Öderland, 1968
- Kraft des Gesetzes,[7] 1968
- Christoph Kolumbus oder Die Entdeckung Amerikas, 1969
- Tatort: Kennwort Gute Reise, 1972
- Robbi, Tobbi und das Fliewatüüt, 1972
- Ornifle oder Der erzürnte Himmel, 1973
- Tatort: Die Rechnung wird nachgereicht, 1975
- Der Hofmeister,[8] 1976
- Ein Fall von Zuneigung, 1982
- Ein Mann macht Klar-Schiff, 1985, Fernsehserie
- Der Sohn des Baby-Machers, 1997, Fernsehfilm
- Einer stirbt bestimmt,[9] 1992

Als Leitender Kameramann/Lichtgestaltung/D.o.P.
- Oblomows Liebe, 1976
- Tatort: Flieder für Jaczek, 1977
- Väter und Söhne,[10] 1978
- Tatort: Der King, 1978
- Heimat, 1980
- Gute Reise, 1981
- Tatort: So ein Tag …, 1982
- Tatort: Blütenträume, 1983
- Tatort: Rubecks Traum, 1984
- Tatort: Acht, neun – aus, 1985
- Tatort: Schmerzensgeld, 1985
- Ein Mann macht klar Schiff, Serie, 1985
- Tatort: Automord, 1986
- Tatort: Blindflug, 1987
- Die Wilsheimer, Fernsehserie, 1987
- Mischas Flucht,[11] 1988
- Tatort: Die Brüder, 1988
- Tatort: Tod einer Ärztin, 1990
- Der zerbrochne Krug, 1990, Fernsehserie
- Tatort: Verspekuliert, 1992
- Tatort: Renis Tod, 1993
- Tatort: Eine mörderische Rolle, 1995
- Tatort: Mordnacht, 1995
- Der Sohn des Babymachers, 1995
- Tatort: Freitagsmörder, 1996
- Tatort: Akt in der Sonne, 1997
- Polizeiruf 110: Feuertod, 1997
- Ein Schloß für Rita, 1997
- Tatort: Rosen für Nadja, 1998
- Tatort: Der Heckenschütze, 1999
- Natascha,[12] 1999